# Leandra pauloensis
Leandra pauloensis är en tvåhjärtbladig växtart som beskrevs av Frederico Carlos Hoehne. Leandra pauloensis ingår i släktet Leandra och familjen Melastomataceae. Inga underarter finns listade i Catalogue of Life.